# Baduria
Baduria ist eine Stadt im indischen Bundesstaat Westbengalen.
Die Stadt gehört zum Distrikt Uttar 24 Pargana. Baduria hat den Status einer Municipality. Die Stadt ist in 17 Wards gegliedert.

## Demografie
Die Einwohnerzahl der Stadt liegt laut der Volkszählung von 2011 bei 52.493. Baduria hat ein Geschlechterverhältnis von 959 Frauen pro 1000 Männer und damit einen für Indien häufigen Männerüberschuss. Die Alphabetisierungsrate lag bei 82,0 % im Jahr 2011. Knapp 52 % der Bevölkerung sind Hindus, ca. 48 % sind Muslime und weniger als 1 % gehören einer anderen oder keiner Religion an. 9,9 % der Bevölkerung sind Kinder unter 6 Jahren.

## Galerie

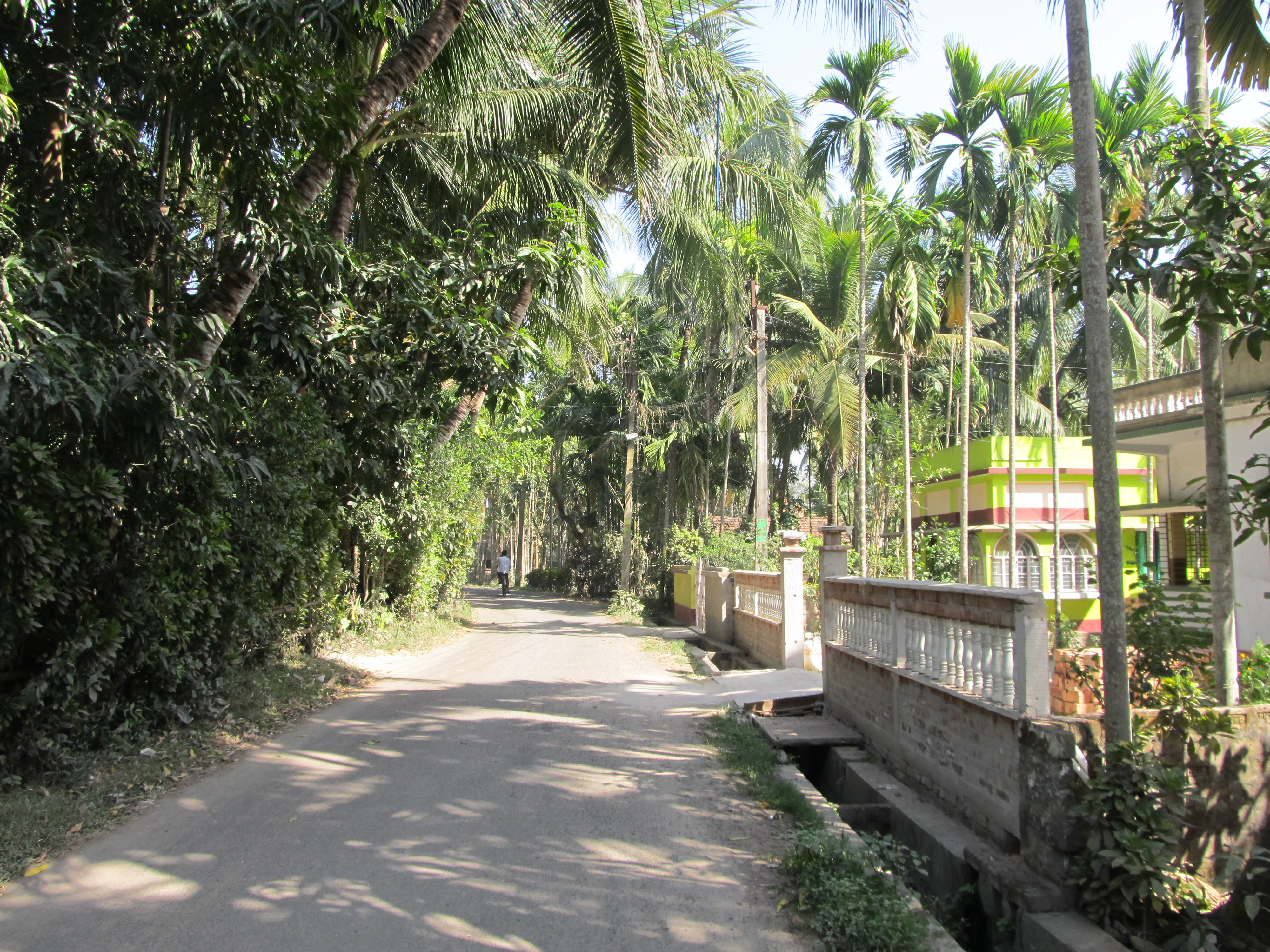
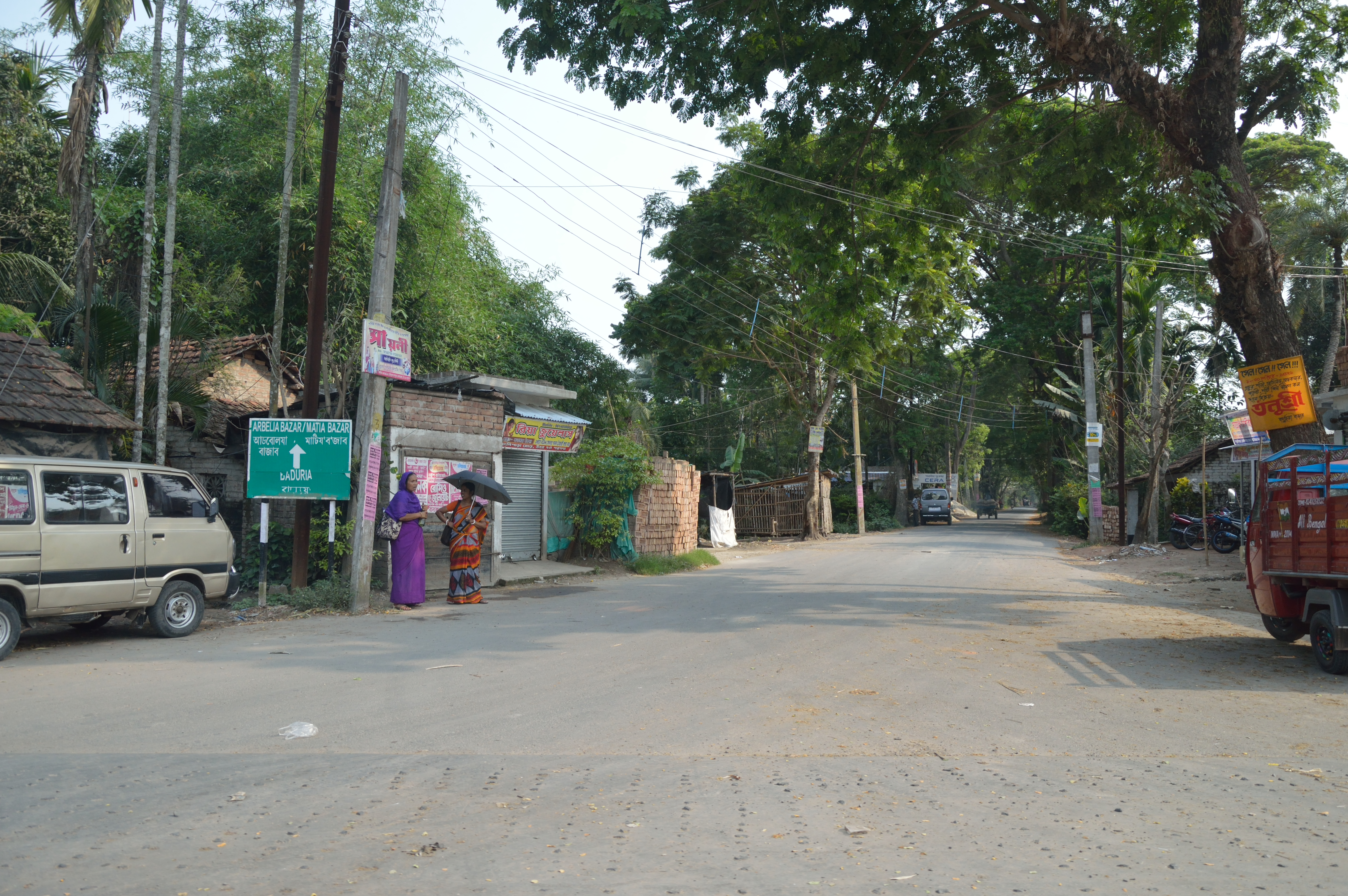
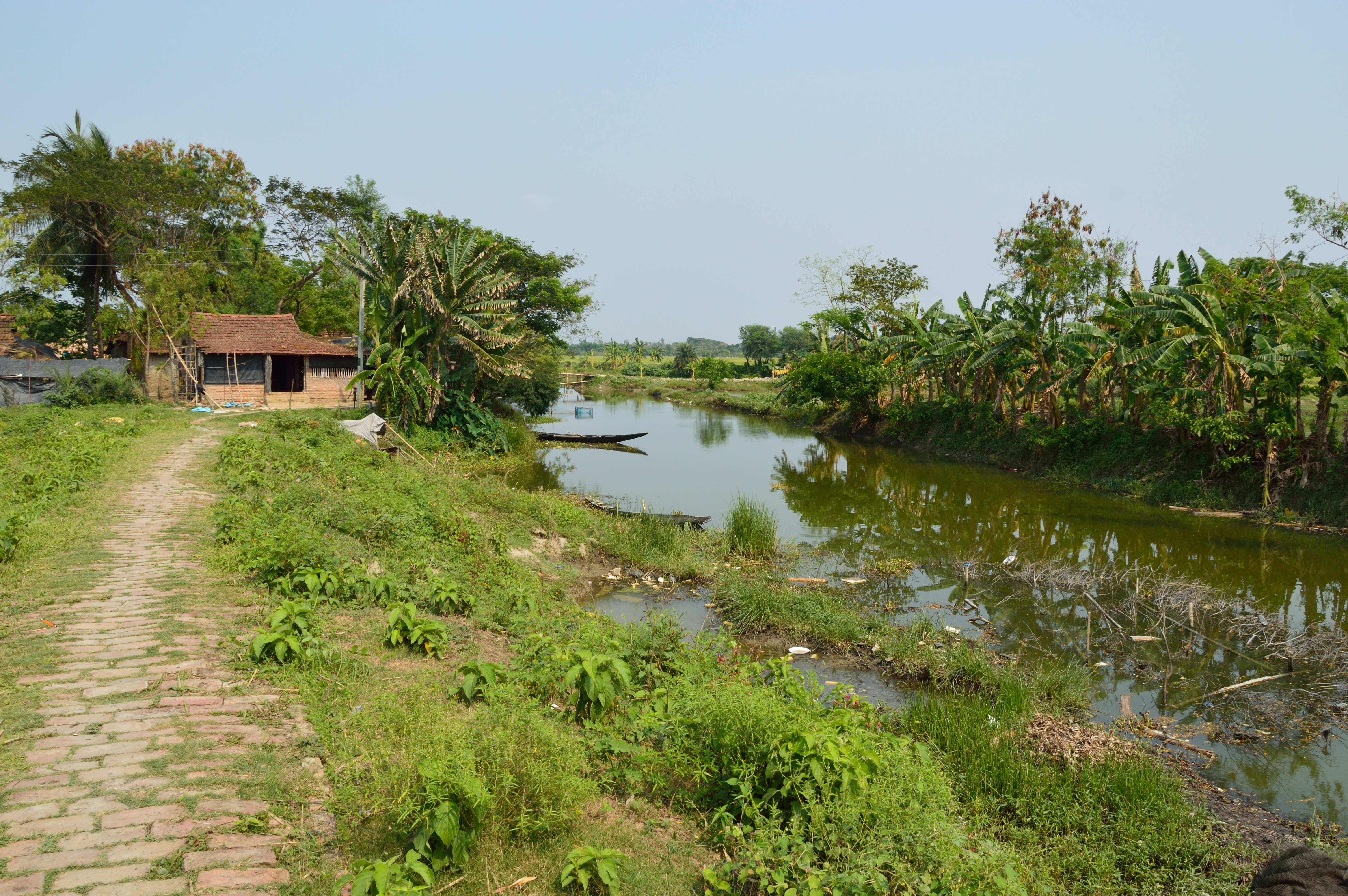
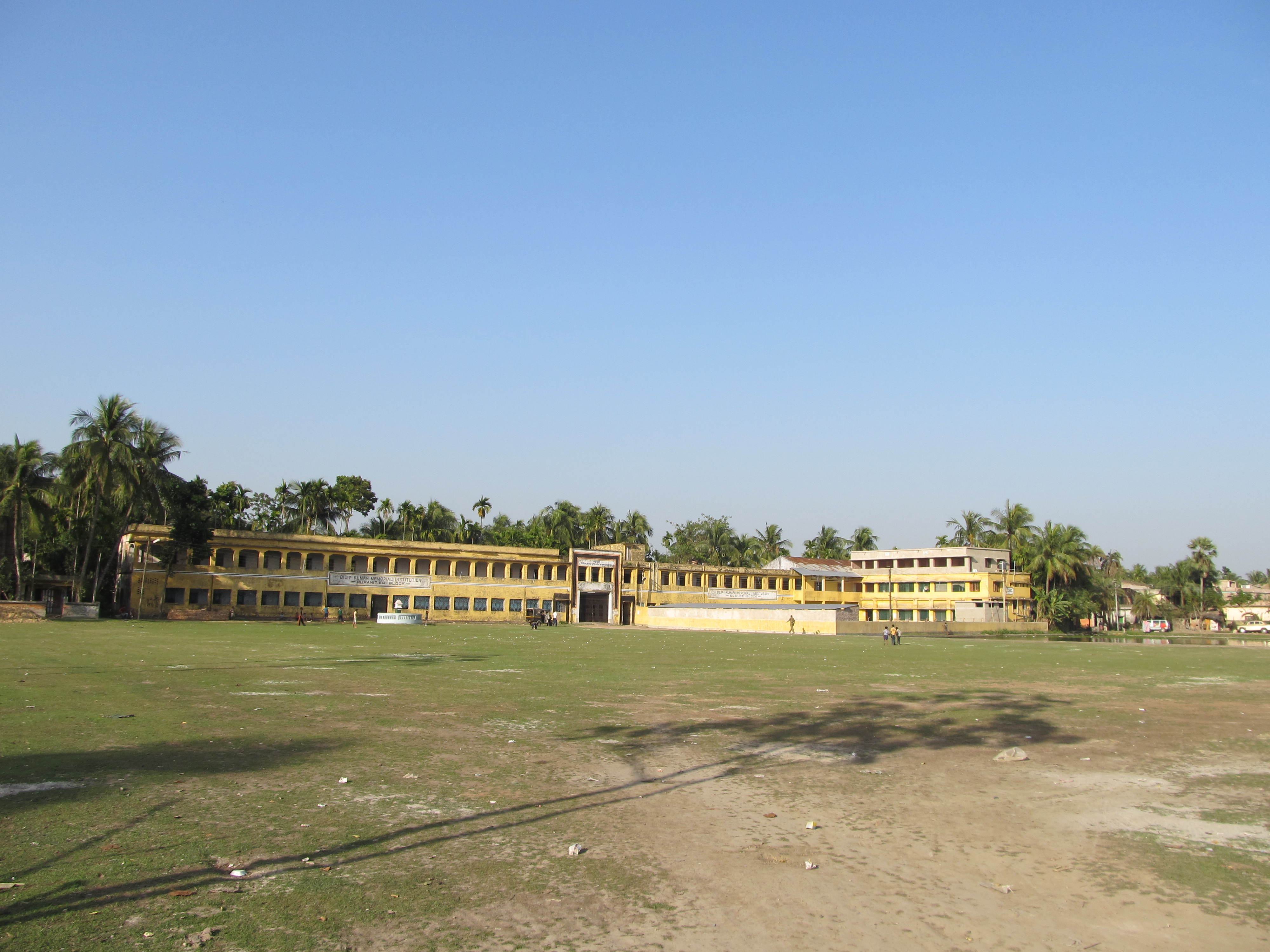
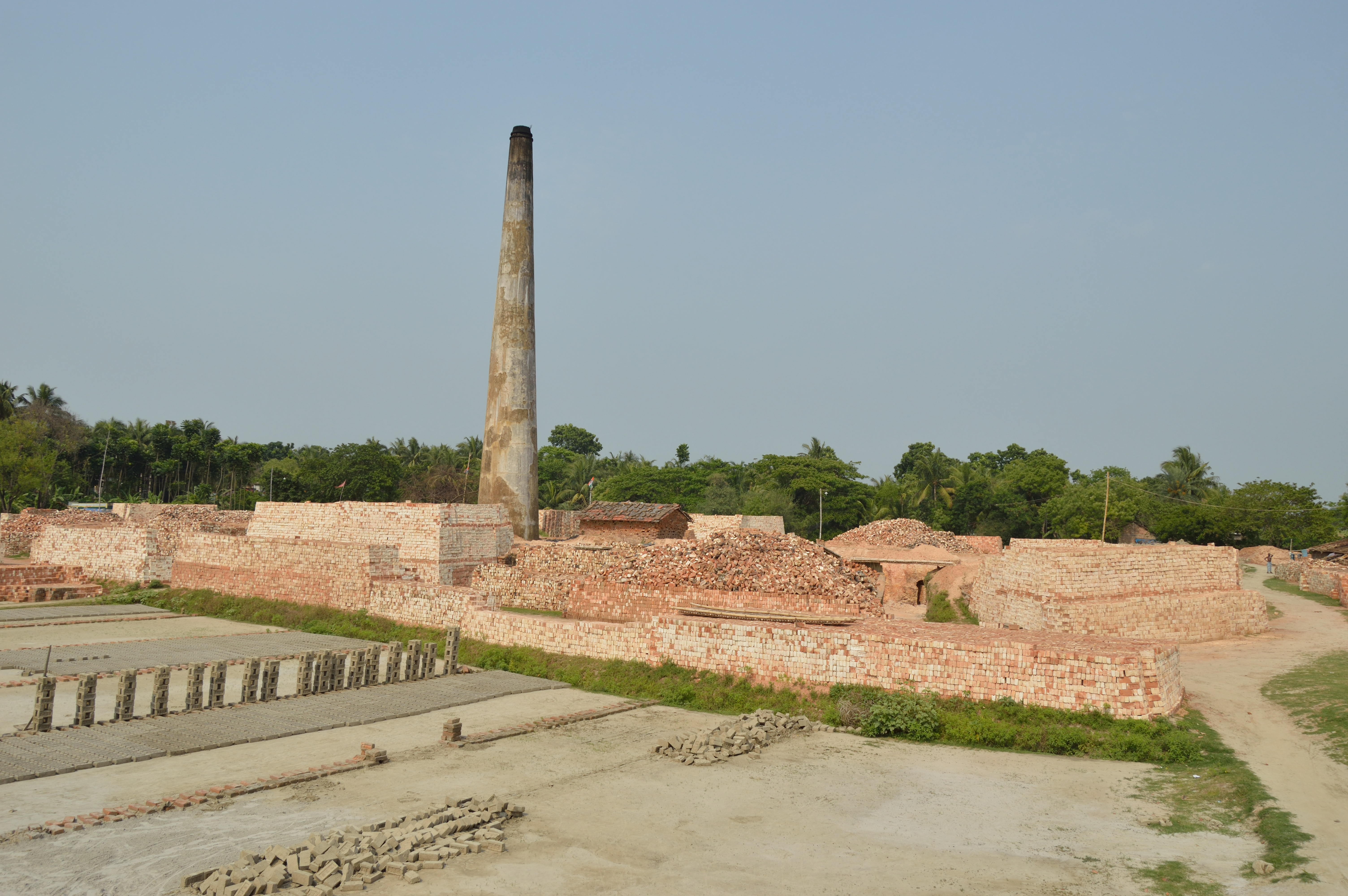